# 대전 성북동 석조보살입상
석조보살입상(石造菩薩立像)은 대전광역시 유성구 성북동에 있는 고려시대의 불상이다. 1989년 3월 18일 대전광역시의 유형문화재 제5호로 지정되었다.

## 개요
성북동 산뜸 마을 동북쪽 산중턱에 있는 봉덕사(옛이름 봉소사) 안에 서 있는 석조보살상이다. 신체에 비하여 너무 큰 머리에는 높은 보관(寶冠)을 쓰고 있는데, 보관의 양 옆에는 장신구를 매달았던 듯한 구멍이 있으며, 귀에는 귀걸이를 길게 내려 뜨리고 화려한 장엄구를 달았다. 천의(天衣)는 왼쪽 어깨를 감싸 흘러내리고 있으며, 오른손은 곧게 아래로 내려 손바닥이 앞(밖)을 향하도록 하고, 왼손은 가슴께로 올리고 있는데 무엇인가를 잡고있는 듯 하나 마멸이 심하여 알 수 없다. 양 손목에는 팔찌를 끼고 있다. 이 석조보살입상은 고려시대 이후 충청지방에서 유행한 토속적인 보살상으로서, 최근 돌샘골 절터에서 보살입상의 발이 조각된 받침이 발견되어 봉소사로 옮겨진 바 있어 진잠초등학교에 있는 석탑과 함께 유성구 원내동 돌샘골에 있었던 것으로 추정된다.

## 현지 안내문
유성구 원내동 돌샘골 절터에 있었던 것을 지금의 위치(옛 봉소사)로 옮겨 놓은 것이다. 보살상은 머리에 보석으로 꾸민 보관을 쓰고, 옷은 오른쪽 어깨를 드러내고(우견편단 右肩偏袒) 서 있는 모습으로 조각되었다. 오른팔은 아래로 곧게 내렸고, 왼팔은 가슴께로 올려 무엇을 잡은 듯 하나 마모되어 알 수 없다. 몸에 비하여 머리가 크고 높은 보관을 쓰고 있어 전체적인 비례가 맞지 않지만, 고려시대 이후 중부지방에서 유행한 토속적인 양식으로 이 고장 불교 문화와 불상 연구에 귀중한 자료로 평가되고 있다.

## 참고 자료
- 석조보살입상 - 국가유산청 국가유산포털